# Сосновка (город, Львовская область)
Сосно́вка (укр. Сосні́вка) — город в Червоноградской городской общине Шептицкого района Львовской области Украины.

## Географическое положение
Расположена на левом берегу реки Западный Буг в 12 км от Шептицкого и в 65 км от Львова.

## История
13 мая 1968 года посёлок городского типа Сосновка получил статус города.
В 1975 году численность населения города составляла 11,2 тыс. человек, основой экономики являлась добыча угля. В этом же году здесь были перезахоронены партизаны — наумовцы из Рава-Русского партизанского отряда, которым командовал Мороз, а комиссаром был П. Ф. Муракин, которые погибли в марте 1944 г. в уничтоженном фашистами селе Завоне.
С 1979 года здесь работает Червоноградская центральная обогатительная фабрика.
В январе 1989 года численность населения составляла 13 163 человек, основой экономики в это время являлась добыча угля.

## Население
По данным переписи 2001 года, украинцы составляли 91,31 % населения города, русские — 7,48 %.

### Языковой состав
Родной язык населения по данным переписи 2001 года:
| Язык       | Численность, чел. | Доля     |
| ---------- | ----------------- | -------- |
| Украинский | 10 996            | 92,89 %  |
| Русский    | 807               | 6,82 %   |
| Другое     | 35                | 0,29 %   |
| Итого      | 11 838            | 100,00 % |

Украинский язык является основным и единственным официальным языком города.

## Современное состояние
Имеются 3 школы, 2 детских садика, 2 шахты.

## Транспорт
- железнодорожная станция Селец-Завоне[1][4] на линии Львов — Ковель[5] Львовской железной дороги.